# 비비그룹웨어

## 비비그룹웨어

### 제품 소개
2018년 3월 그룹웨어 전문회사 (주)한과박소프트에서 출시한 협업 그룹웨어 제품이다.
주요기능으로는 업무연락, 전자결재, 게시판, 일정, 근태관리, 프로젝트 등이 있으며 이외에도 업무에 필요한 다양한 기능을 제공하고 있다.

### 제품 인증
한국정보통신기술협회(TTA)에서 실시한 GS인증 1등급 획득
클라우드 서비스 품질성능 검증 통과

### 제품 홈페이지
http://www.hnpsoft.com

## 프로젝트웨어 9.0(비비그룹웨어)
비비그룹웨어는 (주)한과박소프트에서 2006년부터 서비스하던 프로젝트웨어의 최신 버전 그룹웨어이다.
프로젝트웨어 7.0부터는 제품명을 비비그룹웨어로 변경하여 서비스하고 있다.